# Agrostis sandwicensis
Espèce
Classification phylogénétique
Agrostis sandwicensis est une espèce de plantes monocotylédones de la famille des Poaceae (graminées), originaires d'Océanie.

## Description
Agrostis sandwicensis est une plante herbacée vivace, cespiteuse, formant des touffes denses agglomérées.
Les tiges dressées ont de 30 à 50 cm de long. La ligule est une membrane non ciliée de 3 mm de haut.
Les feuilles ont un limbe involuté de 1 à 2 mm de large.
L'inflorescence est une panicule spiciforme, linéaire, longue de 5 à 10 cm, portant des épillets solitaires pédicellés.
Ceux-ci, de forme elliptique, comprimés latéralement, longs de 3 à 4 mm, comptent un seul fleuron fertile, et se désarticulent à maturité.
Les glumes, égales et plus longues que les fleurons, sont persistantes.

## Synonymes
Selon Catalogue of Life (18 juillet 2016) : 	
- Agrostis fallax Hildebr.,
- Agrostis rockii Hack.